# Český lev 1994
Český lev 1994 je 2. ročník výročních cen České filmové a televizní akademie Český lev. Předávání se opět odehrálo v pražském Paláci Lucerna, a to 3. března 1995, Česká televize však jako předchozí rok vysílala záznam až o jeden den později. Večer moderoval český herec Viktor Preiss.
Nejlepším filmem se stala komedie Díky za každé nové ráno, který také vyhrál nejvíce sošek.
Na udílení cen byl přítomen americký herec, režisér a scenárista Dennis Hopper, který předával cenu za Divácky nejúspěšnější film.

## Hlavní ceny

### Nejlepší film
- Díky za každé nové ráno
- Anděl milosrdenství (Anjel milosrdenstva)
- Jízda
- Lekce Faust
- Život a neobyčejná dobrodružství vojáka Ivana Čonkina

### Nejlepší režie
- Díky za každé nové ráno - Milan Šteindler
- Akumulátor 1 - Jan Svěrák
- Jízda - Jan Svěrák
- Lekce Faust - Jan Švankmajer
- Život a neobyčejná dobrodružství vojáka Ivana Čonkina - Jiří Menzel

### Hlavní herečka
- Díky za každé nové ráno - Ivana Chýlková
- Anděl milosrdenství - Ingrid Timková
- Hrad z písku - Jana Brejchová
- Jízda - Anna Geislerová
- Život a neobyčejná dobrodružství vojáka Ivana Čonkina - Zoja Burjak

### Hlavní herec
- Lekce Faust - Petr Čepek
- Akumulátor 1 - Petr Forman
- Díky za každé nové ráno - Franciszek Pieczka
- Pevnost - György Cserhalmi
- Život a neobyčejná dobrodružství vojáka Ivana Čonkina - Gennadij Nazarov

### Vedlejší herečka
- Řád - Jana Preissová
- Díky za každé nové ráno - Barbora Hrzánová
- Princezna ze mlejna - Yvetta Blanarovičová
- Řád - Andrea Elsnerová
- Saturnin - Jana Synková

### Vedlejší herec
- Amerika - Jiří Lábus
- Akumulátor 1 - Zdeněk Svěrák
- Amerika - Jiří Schmitzer
- Pevnost - Josef Kemr
- Řád - Jan Tříska

### Nejlepší scénář
- Díky za každé nové ráno - Halina Pawlowská
- Akumulátor 1 - Jan Slovák, Jan Svěrák a Zdeněk Svěrák
- Anděl milosrdenství - Vladimír Körner, Miloslav Luther a Marián Puobiš
- Lekce Faust - Jan Švankmajer
- Život a neobyčejná dobrodružství vojáka Ivana Čonkina - Zdeněk Svěrák

### Nejlepší kamera
- Jízda - F. A. Brabec
- Akumulátor 1 - F. A. Brabec
- Pevnost - Jiří Macák
- Řád - Emil Sirotek
- Žiletky - Marek Jícha

### Nejlepší hudba
- Jízda - Radek Pastrňák a kapela Buty
- Akumulátor 1 - Ondřej Soukup a Jiří Svoboda
- Amerika - Michal Dvořák a David Koller
- Pevnost - Jiří Stivín
- Žiletky - kapela Psí vojáci

| Cena                                     | Jméno                              | Film                                |
| ---------------------------------------- | ---------------------------------- | ----------------------------------- |
| Nejlepší střih                           | Alois Fišárek                      | Akumulátor 1                        |
| Nejlepší zvuk                            | Ivo Špalj                          | Lekce Faust                         |
| Nejlepší výtvarný počin                  | Jan Švankmajer a Eva Švankmajerová | Lekce Faust                         |
| Dlouholetý umělecký přínos českému filmu | Jan Švankmajer                     | —                                   |
| Nejlepší zahraniční film                 | —                                  | Forrest Gump                        |
| Divácky nejúspěšnější film               | —                                  | Akumulátor 1                        |
| Plyšový lev                              | —                                  | Ještě větší blbec, než jsme doufali |
| Cena časopisu Cinema                     | —                                  | Akumulátor 1                        |

## Zajímavosti
- Jedná se o první ročník, ve kterém nebyly uváděni pouze vítězové, ale i nominovaní.
- Jedná se o první ročník s 5 nominovanými v hlavních kategoriích.
- Halina Pawlowská se stala první scenáristkou, která vyhrála Českého lva.
- Ingrid Timková se stala první slovenskou herečkou nominovanou na Českého lva.[2]
- Franciszek Pieczka se stal prvním polským hercem nominovaným na Českého lva.
- Jana Preissová a Jiří Lábus se stali prvními herci, kteří byli oceněni Českým lvem za vedlejší herecké výkony.
- Jan Švankmajer se stal prvním oceněným za přínos českému filmu, který ve stejný rok vyhrál i v soutěžní kategorii.
- Nominovaný byly poprvé dvojice, konkrétně tři.
- Jan Švankmajer a Eva Švankmajerová se stali první dvojicí, společně vyhrála Českého lva.
- Anděl milosrdenství, Lekce Faust a Život a neobyčejná dobrodružství vojáka Ivana Čonkina se stali prvními koprodukčními filmy nominovanými na Českého lva. Z toho Anděl milosrdenství byl vůbec prvním, na kterém Česko nemělo hlavní podíl, šlo o film slovensko-český.[3]
- Zoja Burjak a Gennadij Nazarov se stali prvními ruskými herci nominovanými na Českého lva.[4][5]
- György Cserhalmi se stal prvním maďarským hercem nominovaným na Českého lva.
- Jan Svěrák, Zdeněk Svěrák a F. A. Brabec se stali prvními tvůrci, kteří měli dvě nominace ve stejné kategorii ve stejném roce.
- Jan Slovák, Jan Svěrák a Zdeněk Svěrák spolu s Vladimír Körnerem, Miloslav Lutherem a Mariánem Puobišem se stali prvními tvůrci, kteří svou nominaci sdíleli jako trojice.
- Kapely Buty a Psí vojáci se stali prvními nominovanými hudební kapelami a kapela Buty i první, která Českého lva získala.
- Díky za každé nové ráno se stalo prvním filmem, který vyhrál za nejlepší film, scénář, režii i herecký výkon. Tedy ve všech čtyřech hlavních kategoriích.